# Euseius obtectus
Euseius obtectus är en spindeldjursart som beskrevs av Khan, Chaudhri och Muhammad Sharif Khan 1992. Euseius obtectus ingår i släktet Euseius och familjen Phytoseiidae. Inga underarter finns listade i Catalogue of Life.